# Fabien Poulin
Fabien Poulin (né le 3 janvier 1928 et mort le 7 mars 2005) est un médecin et homme politique québécois. Membre du Parti libéral du Québec, il est député à l'Assemblée nationale du Québec de 1960 à 1962.

## Biographie
Fabien Poulin naît à Saint-Benoît-Labre et étudie au Séminaire du Sacré-Coeur de Saint-Victor. Il fait ses études de médecine à l'Université Laval de Québec, et pratique à Saint-Sébastien puis à Saint-Honoré-de-Shenley à partir de décembre 1955. Il est impliqué, entre autres, dans le mouvement de l'Action catholique du diocèse de Québec, dans l'Union des associations paroissiales ainsi que dans les Chevaliers de Colomb.

### Carrière politique
Fabien Poulin est vice-président de l'Association libérale de Beauce en 1959. Le 24 avril 1960, il est choisi candidat du Parti libéral en vue des élections générales du 22 juin suivant. Le jour du scrutin, il défait par 1 855 voix le député sortant Georges-Octave Poulin, de l'Union nationale. Aux élections suivantes, déclenchées seulement deux ans après celles de 1960, il est cependant défait par le candidat de l'Union nationale, Paul-Émile Allard, par 1 194 voix. 
En juillet 1963, Fabien Poulin est élu par acclamation maire de la petite municipalité de villégiature de Lac-Poulin, et conserve ce poste jusqu'en août 1964. 

### Après la politique
Fabien Poulin quitte Saint-Honoré-de-Shenley en septembre 1964 pour la région de Montréal, où il obtient une maîtrise en administration hospitalière de l'Université de Montréal en 1967. Il est par la suite directeur médical de l'Hôpital général du Lakeshore (1966-1968), directeur médical de Poulenc ltée (1968-1972), directeur médical de la Banque canadienne nationale (1972-1978), directeur des services professionnels de l'hôpital Charles-Le Moyne (1980-1984), du Reddy Memorial Hospital (1984-1990), et du Centre de soins prolongés de Montréal (1992-1994). Il pratique aussi la médecine à Greenfield Park entre 1973 et 1994. 
Il est également président du conseil de l'Association médicale du Québec de 1969 à 1972 et président de cet organisme en 1973 et 1974,. 
Il meurt à Saint-Lambert le 7 mars 2005.

## Distinctions
- Membre émérite de l'Association médicale canadienne (1993)[11]